# 色爾壩
色爾壩（藏語：གསེར་བ，威利转写：gser ba），四川省阿壩州色達縣的四大地域（「片區」）之一，亦為全縣唯一有耕地的地域，一年一熟。色爾壩是重要歷史地理的分界線——因為在海拔3500米之下而有農耕地，清朝和民國經綽斯甲土司之手，在四川能管轄的最西北地域就是色爾壩，色爾壩百姓由此歸入「熟番」；色達縣另外三個片區（泥曲片区、色曲片区、色塘片区）比色爾壩更西北，是海拔3500米以上的純牧區，「生番」牧民不受綽斯甲土司統轄，在1955年11月置色達縣前，一直是獨立於中原王朝和嘉絨藏族土司的「化外之域」。
色爾壩地域即是色達縣最南邊的旭日乡、杨各乡、翁达镇、甲学乡和歌乐沱乡。各鄉鎮沿色曲河下游而建，分布有少量耕地，宜农宜牧。境內河流深切，流水浸蚀严重，山陡地薄，耕地零碎，含水保肥力差。种植青稞、小麦、豌豆、胡豆、马铃薯、大蒜、萝卜、莲花白等一年一熟的农作物和经济作物。

## 引用文獻
1. 1 2  色达县政府. . 色达县政府门户网站. 2020-04-09  [2020-04-10]. （原始内容存档于2020-05-05）.
2. 1 2  色达县政府. . 色达县政府门户网站. 2020-04-09.[]
3. ↑  李江琳. . 2012: 54-55.
4. ↑  色达县政府. . 色达县政府门户网站. 2020-04-09.[]